# Anamã
Anamá este un oraș în unitatea federativă Amazonas, Brazilia. La recensământul din 2007, Anamá a avut o populație de 8,152 de locuitori. Municipiul Anamá are o suprafață de 2,454 km².